# (9380) Mâcon
(9380) Mâcon es un asteroide perteneciente al cinturón de asteroides descubierto el 17 de agosto de 1993 por Eric Walter Elst desde el Sitio de observación de Calern, en Caussols, Francia.

## Designación y nombre
Mâcon se designó inicialmente como 1993 QZ5.
Más adelante, en 1999, fue nombrado por la ciudad francesa de Mâcon.

## Características orbitales
Mâcon orbita a una distancia media de 2,869 ua del Sol, pudiendo alejarse hasta 2,959 ua y acercarse hasta 2,779 ua. Tiene una excentricidad de 0,03145 y una inclinación orbital de 2,106 grados. Emplea 1775 días en completar una órbita alrededor del Sol. El movimiento de Mâcon sobre el fondo estelar es de 0,2028 grados por día.

## Características físicas
La magnitud absoluta de Mâcon es 13,6.